# Flea
Flea (eredeti nevén Michael Peter Balzary) (Ausztrália, Melbourne, 1962. október 16. –) zenész, a Red Hot Chili Peppers basszusgitárosa, színész.

## A korai évek
Michael Balzary igen konvencionális életet élt az ausztráliai Melbourne városában, egészen 1967 márciusáig, amikor is (magyar származású) vámtisztviselő édesapját New Yorkba helyezték át. Mick Balzary New Yorkba helyezte át családja székhelyét, beleértve feleségét, Patriciát, lányukat, Karent és az ötéves Michaelt.
1971-ben, mindössze négy évvel a költözés után, Balzary édesanyja szerelembe esett egy ifj. Walter Urban nevű jazz-zenésszel, és a válás mellett döntött. Michael, az édesanyja, a húga és leendő mostohaapja 1972-ben Los Angelesbe költöztek.
Balzary már igen fiatalon rendkívüli késztetést érzett a zenélés iránt. Elsőként dobon játszott, majd kilencéves korától trombitán. Balzary tehetségére hamar felfigyeltek és kisvártatva már a Los Angeles-i Ifjúsági Zenekarban muzsikált.
Mostohaapja (és jazzbandája) zenéje mély benyomást tett Balzaryra tizenegy éves korától kezdve. Walter zenei munkásságának köszönhető Balzary életen át tartó szerelme a jazz és annak kiemelkedő művelői (Miles Davis, Dizzy Gillespie és Ornette Coleman) iránt. A VH1 Behind the Music című műsorában Balzary úgy nyilatkozott, hogy mostohaapja mintáját követve, inkább jazz-zenész szeretett volna lenni, nem volt ambíciója a rock iránt.

### A Fairfax Gimi
Balzary lelkes trombitás és jazzrajongóként érkezett a Fairfax Gimnáziumba, 1976 szeptemberében. Legelső napján játékos verekedést imitáltak Tony Shurr nevű iskolatársával, amikor Balzary leendő zenésztársa, Anthony Kiedis sietett Tony segítségére. A rövid összetűzés ellenére pillanatokon belül kialakult köztük az az elválaszthatatlan barátság, amely a mai napig is tart. Barátságuk örömére, Balzary hamar bevezette Kiedist a jazz világába.
Balzary folytatta trombitás pályafutását, kisvártatva már a Fairfax zenekarában játszott.
Kiedis és Balzary összebarátkoztak egy újabb leendő zenésztárssal, Hillel Slovakkal. Hillel az Anthym nevű zenekarban zenélt. Slovak volt az, aki bevezette Balzaryt a rock világába. Michael kedvenc zenekarai ekkoriban a Led Zeppelin, a Kiss, a Queen, a New York Dolls és a Jimi Hendrix Experience voltak.
Újdonsült lelkesedésében fordult – 1978-ban – Balzary a basszusgitár felé. Első tanára éppen Slovak volt, aki már akkoriban is virtuóz gitáros volt. 1980-ban pedig ő vette át Todd Strassman helyét Slovak zenekarában, az Anthymban.
A Flea becenév egy Anthony Kiedisszel és Keith Barryvel töltött baráti sítúra során ragadt rá Balzaryra.

## Karrier
Flea elképesztő bőgőjátékára nemsokára a zenekaron kívül is felfigyeltek. 1982-ben elfogadta a Fear nevű agresszív punkzenét játszó zenekar felkérését, és rövid ideig párhuzamosan zenélt mindkét együttesében.
Flea, Anthony, Hillel és barátjuk, Jack Irons 1983-ban döntöttek úgy, hogy komolyabban is megpróbálkoznak a zenéléssel; klubokban léptek fel a Tony Flow and the Miraculous Masters of Mayhem (kb. Kiapadhatatlan Tony és a Testi Sértés Csodálatos Mesterei) néven, majd Flea ötletére felvették a Red Hot Chili Peppers nevet.
Hat hónapon belül megkötötték első szerződésüket a neves EMI lemezkiadóval. Flea otthagyta a Feart, hogy csak a Chili Peppersre tudjon koncentrálni. Balzary gyermekkori példaképének, az ex-Sex Pistols-os John Lydonnak az ajánlatát is visszautasította, hogy a barátaival zenélhessen.
Flea számos neves zenészt segített karrierje során. Ahogy a Silverlake konzervatórium tanítványainak mecénása és mentora is volt.

### Előadásmód
Flea játékára nagy hatással volt Bootsy Collins (akire pedig a Sly & The Family Stone basszere, Larry Graham hatott), a funkzene és a korai punk rock zenekarok (mint a Black Flag) elsöprő ereje.
A Greatest Hits címet viselő válogatáslemezhez mellékelt füzetecskében Flea leírja, hogy kik voltak a legnagyobb hatással a zenéjére. Ők pedig: Jah Wobble, John Paul Jones, id. James Jamerson, Bootsy Collins, Eric Avery, Aston „Family Man” Barrett, Mike Watt, Andrew Weiss, Peter Hook, és a Fela Kuti basszerei.

### Hangszerei

#### Basszusgitár
A Californication albumig állandó hangszere egy Music Man StingRay gitár volt, melyet a Freaky Styley felvételénél használt először. A The Uplift Mofo Party Plan és a Mother's Milk felvételénél Flea egy Spector basszusgitárt használt. A Blood Sugar Sex Magiket egy Wal Mach II és egy öthúros Stingray gitárral rögzítették, míg a One Hot Minute esetében egy Alembic Epicet használt. A Californication esetében egy Stingray-alapú Modulus gitárt használt. A Stadium Arcadiumon egy '62 Fender Jazz basszusgitárral zenél. A turnéra is ezzel a gitárral indul, de kisvártatva visszatért a Modulushoz. Gyakran használ különböző pedálokat is a hangzás tökéletesítése érdekében.

#### Trombita
Flea alkalmanként még mindig játszik trombitán, például a Jane's Addiction Nothing's Shocking című albumán, Mike Watt Ball Hog or Tug Boat? című albumán, a The Mars Volta Frances The Mute-ján, és a Nirvanával a Smells Like Teen Spirit előadásán a Hollywood Rockban 1993-ban.
Flea trombitaszólamai feltűnnek többek között olyan számokban, mint az Apache Rose Peacock a Blood Sugar Sex Magik korongról, illetve a Tear és az On Mercury a By the Wayről. A Stadium Arcadium című album több számában is van trombitás rész, ilyenek például a Torture Me, a Slow Cheetah és a Hump De Bump című számok. Alkalomszerűen élő fellépéseken is előad egy-egy trombitaszólót, ahogy a Hyde Park-beli koncerten is tette.

### Független munkásság

#### Szóló
A Red Hot Chili Peppersszel kiadott One Hot Minute album után Flea szólókarrierbe kezdett. Lemezt soha nem adott ki, de néhány emlékezetes demó született mint például a You Got Stuck With Me és a Fiberoptics. I've Been Down című dala az Egy kosaras naplója című film zenéi között szerepel.

#### Színészet
Flea 1984-ben debütált a kult-klasszikus punkdrámában, a Suburbiában, mint "Mike B. The Flea". Szerepelt még többek között az Otthonom, Idaho, a A hajsza, a Kaszakő, A nagy Lebowski, a Félelem és reszketés Las Vegasban című filmekben, valamint az 1960-as Psycho 1998-as újrafeldolgozásában is. Legemlékezetesebb szerepe mégis a Vissza a jövőbe második és harmadik részéhez kötődik, ahol Douglas J. Needlesként bohóckodik. Televíziós rajzfilmsorozatok szinkronizálásában is részt vesz időről időre.

### Egyéb közreműködés
Michael Jackson
- Alanis Morissette, basszusgitár a "You Oughta Know" című számban (1995)
- Aleka's Attic
- Banyan
- Big Audio Dynamite
- Butthole Surfers
- Celebrity Deathmatch, Flea verekszik és legyőzi Kenny G-t
- Eleven
- Eric Avery
- Fear, 1982
- Fishbone
- Incubus
- Mick Jagger
- Mike Watt
- Jane’s Addiction, trombita a Nothing's Shockingon, illetve basszusgitározott az 1997-es újraegyesülési turnén
- Jewel
- Johnny Cash
- Joshua Redman
- Nirvana
- Patti Smith
- P, Gibby és Andrew Weiss (Butthole Surfers), illetve Johnny Depp zenekara (1995)
- Pigface
- Porno for Pyros, basszusgitár a Good God's Urge albumon 1996-ban és koncertek 1997-ben
- Sir Mix-a-Lot
- Smashing Pumpkins
- Thelonious Monster
- The Mars Volta, basszusgitár 2003-ban a De-Loused in the Comatoriumban és trombita 2005-ben a Frances the Mute-on
- The Satellite Party
- Tricky
- Joe Strummer
- Warren Zevon
- The Weirdos
- Tom Waits
- UK Subs
- What Is This? (a korai Anthym)
- Axis of Justice
- Young MC, basszusgitár a "Bust a Move" című számban (1989)

Emellett aktívan részt vesz a nonprofit Axis of Justice szervezet munkájában is. A szervezet célja a szociális igazságért való küzdelem, emellett pedig zenészek és rajongók közelítése.

## Magánélet
Flea 1986-ban vette el feleségül Loesha Zeviart, lányuk, Clara 1988-ban született. Clara a Bennington College-ben érettségizett 2010-ben. Flea és Zeviar 1990-ben szétváltak, és megosztva nevelik Clarát.
2005-ben újabb lánya született, Sunny Bebop Balzary néven. A gyermek édesanyja jegyese, Frankie Rayder. Mindkét gyermek keresztapja John Frusciante, Flea zenésztársa és barátja.
Flea a Los Angeles Lakers egyik legnagyobb rajongója.

## Önéletrajza magyarul
- LSD gyerekeknek. A Red Hot Chili Peppers basszusgitárosának önéletrajza; ford. Pritz Péter; Helikon, Bp., 2020
- LSD gyerekeknek. A Red Hot Chili Peppers basszusgitárosának önéletrajza; ford. Pritz Péter; 2. bőv. kiad.; Helikon, Bp., 2023

## Külső hivatkozások
- Axis of Justice Official Homepage
- Red Hot Chili Peppers Red Hot Chili Peppers Official Website
- Interview in Bass Player magazine, June, 2006